# Elmelundemesteren
Elmelundemesteren er en ubekendt kunstner fra 1500-tallet, der var aktiv i 1480'erne, hvor han udførte kalkmalerier i Elmelunde, Fanefjord og Keldby på Møn i det sydøstlige Danmark.
Skibet i de tre kirker fik hvælvinger i gotisk stil i slutningen af 1400-tallet. De er ideelle til kalkmalerier med motiver fra Biblia Pauperum, som gengiver bibelhistorier fra rigt dekorerede middelalder blokbøger fra både det det gamle og Det Nye Testamente. Han har slavisk tegnet af fra bibelbilleder, og han har derfor gentaget stavefejl og dårlig latin i flere kirker.

Kunstneren kan kendes på sit karakteristiske emblem, som findes på et eller flere af kalkmalerierne i alle tre kirker. På de varme farver, der spænder fra mørk rød og rødbrun til pastel nuancer af gul, grøn, grå og sort, og på ansigterne, der har søvnige øjne både i himlen og i helvede. Mellem bibelscenerne pynter vinstokke, blomster og grene.
Efter reformationen i 1536 blev kalkmalerierne kalket over. Det har beskyttet dem, til de blev genopdaget i 1880'erne. De første kalkmalerier blev opdaget i Elmelunde Kirke, hvorfra mesteren har sit navn. Her har han malet tre bomærker, som genfindes i Fanefjord og Keldby. Kalkmalerierne i Fanefjord Kirke bliver betragtet som de mest interessante.
Elmelundemesteren (eller hans skole) tilskrives kalkmalerierne i Tingsted, Nørre Alslev og Aastrup Kirke på naboøen Falster samt Kettinge Kirke på Lolland.